# Prix littéraires 2017
Liste des prix littéraires décernés au cours de l'année 2017 :

## Prix internationaux
- Prix Nobel de littérature : Kazuo Ishiguro (Royaume-Uni)[1]
- Prix Princesse des Asturies de littérature : Adam Zagajewski (Pologne)[2],[3]
- Prix Jean-Arp de littérature francophone :
- Prix des cinq continents de la francophonie : Yamen Manaï (Tunisie) pour L'Amas ardent[4]
- Grand prix de littérature du Conseil nordique : Kirsten Thorup (Danemark) pour Erindring om kærligheden
- Grand prix littéraire d'Afrique noire : Aristide Tarnagda (Burkina Faso) pour Terre rouge (Lansman éditeur)
- Prix international Booker : David Grossman (Israël) pour A Horse Walks into a Bar (Sus echad nichnas lebar; Un cheval entre dans un bar)
- Prix littéraire international de Dublin : José Eduardo Agualusa (Angola) pour Teoria geral do Esquecimento (Théorie générale de l'oubli)[5],[6]
- Prix Cervantes : Sergio Ramírez (Nicaragua)[7]
- Prix Senghor du premier roman francophone et francophile : Stéphane Larue (Canada) pour Le plongeur
- Prix Ivoire pour la littérature africaine d'expression francophone: Johary Ravaloson pour Vol à vif
- Prix littéraire des Caraïbes : James Noël (Haïti) pour Belle merveille et Simone Schwarz-Bart (France) pour l'ensemble de son œuvre
- Prix Carbet de la Caraïbe et du Tout-Monde :  Kei Miller (Jamaïque) pour By the Rivers of Babylon
- Prix Hervé-Deluen : Daniel Maximin (France) pour l'ensemble de son œuvre

## Allemagne
- prix Heinrich-Böll : Ilija Trojanow
- Prix Georg-Büchner : Jan Wagner[8]
- Prix Friedrich Hölderlin (Bad Homburg) : Eva Menasse

## Belgique
- Prix Marcel Thiry :
- Prix Victor-Rossel : Robinson de Laurent Demoulin
- Prix Filigranes : La vie sauvage de Thomas Gunzig

## Canada
- Grand prix du livre de Montréal: René Lapierre pour Les Adieux
- Prix Athanase-David : Normand de Bellefeuille
- Prix littéraires du Gouverneur général 2017 :
  - Catégorie « Romans et nouvelles de langue anglaise » : Joel Thomas Hynes (en)  pour We'll All Be Burnt in Our Beds Some Night
  - Catégorie « Romans et nouvelles de langue française » : Christian Guay-Poliquin pour Le Poids de la neige
  - Catégorie « Poésie de langue anglaise » : Richard Harrison pour On Not Losing My Father's Ashes in the Flood
  - Catégorie « Poésie de langue française » : Louise Dupré pour La Main hantée
  - Catégorie « Théâtre de langue anglaise » : Hiro Kanagawa pour Indian Arm
  - Catégorie « Théâtre de langue française » : Sébastien David pour Dimanche napalm
  - Catégorie « Études et essais de langue anglaise » : Graeme Wood pour The Way of the Strangers: Encounters with the Islamic State
  - Catégorie « Études et essais de langue française » : Serge Bouchard pour Les Yeux tristes de mon camion
- Prix Giller : Michael Redhill pour Bellevue Square
- Prix littéraire France-Québec : Christian Guay-Poliquin pour Le Poids de la neige
- Prix littéraire Québec-France Marie-Claire-Blais : Les Jardins de consolation de Parisa Reza
- Prix Robert-Cliche : Philippe Meilleur pour Maître Glockenspiel

## Chili
- Prix national de Littérature :

## Corée du Sud
- Prix Gongcho :
- Prix Jeong Ji-yong :
- Prix de littérature contemporaine (Hyundae Munhak) :
  - Catégorie « Poésie » :
  - Catégorie « Roman » :
  - Catégorie « Critique » :
- Prix Manhae :
- Prix Park Kyung-ni :
- Prix Yi Sang :

## Danemark
- Prix Hans Christian Andersen :

## Espagne
- Prix Cervantes : Sergio Ramírez
- Prix Nadal :
- Prix Planeta : El Grial de Javier Sierra
- Prix national des lettres espagnoles : Rosa Montero
- Prix national de littérature narrative : Patria de Fernando Aramburu
- Prix national de poésie :
- Prix national de la jeune poésie :
- Prix national de l'essai :
- Prix national de littérature dramatique :
- Prix national de littérature d'enfance et de jeunesse :
- Prix Adonáis de poésie :
- Prix Anagrama :
- Prix Loewe :
- Prix de la nouvelle courte Casino Mieres :
- Prix d'honneur des lettres catalanes :
- Prix national de littérature de la Generalitat de Catalogne :
- Journée des lettres galiciennes :
- Prix de la critique Serra d'Or :

## États-Unis
- National Book Award : 
  - Catégorie « Fiction » : Jesmyn Ward pour Sing, Unburied, Sing (Le Chant des revenants)
  - Catégorie « Essais» : Masha Gessen pour The Future Is History: How Totalitarianism Reclaimed Russia
  - Catégorie « Poésie » : Frank Bidart pour Half-light: Collected Poems 1965-2016
- Prix Hugo : 
  - Prix Hugo du meilleur roman : La Porte de cristal (The Obelisk Gate) par N. K. Jemisin
  - Prix Hugo du meilleur roman court : Les Portes perdues (Every Heart a Doorway) par Seanan McGuire
  - Prix Hugo de la meilleure nouvelle longue : The Tomato Thief par Ursula Vernon
  - Prix Hugo de la meilleure nouvelle courte : Seasons of Glass and Iron par Amal El-Mohtar
  - Prix Hugo de la meilleure série littéraire : Saga Vorkosigan (The Vorkosigan Saga) par Lois McMaster Bujold
- Prix Locus :
  - Prix Locus du meilleur roman de science-fiction : La Mort immortelle (Death’s End) par Liu Cixin
  - Prix Locus du meilleur roman de fantasy : Tous les oiseaux du ciel (All the Birds in the Sky) par Charlie Jane Anders
  - Prix Locus du meilleur roman d'horreur : L'Homme-feu (The Fireman) par Joe Hill
  - Prix Locus du meilleur roman pour jeunes adultes : Vengeresse (Revenger) par Alastair Reynolds
  - Prix Locus du meilleur premier roman : Le Gambit du renard (Ninefox Gambit) par Yoon Ha Lee
  - Prix Locus du meilleur roman court : Les Portes perdues (Every Heart a Doorway) par Seanan McGuire
  - Prix Locus de la meilleure nouvelle longue : You’ll Surely Drown Here If You Stay par Alyssa Wong (en)
  - Prix Locus de la meilleure nouvelle courte : Seasons of Glass and Iron par Amal El-Mohtar
  - Prix Locus du meilleur recueil de nouvelles : The Paper Menagerie and Other Stories par Ken Liu
- Prix Nebula :
  - Prix Nebula du meilleur roman : Les Cieux pétrifiés (The Stone Sky) par N. K. Jemisin
  - Prix Nebula du meilleur roman court : Défaillances systèmes (All Systems Red) par Martha Wells
  - Prix Nebula de la meilleure nouvelle longue : A Human Stain par Kelly Robson
  - Prix Nebula de la meilleure nouvelle courte : Welcome to Your Authentic Indian Experience™ par Rebecca Roanhorse
- Prix Pulitzer :
  - Catégorie « Fiction » : Colson Whitehead pour The Underground Railroad (Underground Railroad)
  - Catégorie « Biographie et Autobiographie » : Hisham Matar pour The Return: Fathers, Sons and the Land in Between
  - Catégorie « Essai » : Matthew Desmond pour Evicted: Poverty and Profit in the American City (Avis d’expulsion — Enquête sur l’exploitation de la pauvreté urbaine)
  - Catégorie « Histoire » : Heather Ann Thompson pour Blood in the Water: The Attica Prison Uprising of 1971 and Its Legacy
  - Catégorie « Poésie » : Tyehimba Jess pour Olio
  - Catégorie « Théâtre » : Lynn Nottage pour Sweat

## Finlande
- Prix Jarl-Hellemann :  Helinä Kangas, trad. de l'Amie prodigieuse d'Elena Ferrante

## France
- Prix Femina : La Serpe de Philippe Jaenada
  - Prix Femina étranger : Écrire pour sauver une vie, le dossier Louis Till de John Edgar Wideman
  - Prix Femina essai : Mes pas vont ailleurs de Jean-Luc Coatalem
  - Prix Femina des lycéens : Ma reine de Jean-Baptiste Andrea
  - Prix spécial du jury Femina : Françoise Héritier pour l'ensemble de son œuvre
- Prix Goncourt : L'Ordre du jour d'Éric Vuillard
  - Prix Goncourt du premier roman : Marx et la Poupée de Maryam Madjidi
  - Prix Goncourt des lycéens : L'Art de perdre d'Alice Zeniter
  - Prix Goncourt de la nouvelle : Retourner à la mer de Raphaël Haroche
  - Prix Goncourt de la poésie : Franck Venaille pour l'ensemble de son œuvre
  - Prix Goncourt de la biographie : Dumas fils ou l'Anti-Œdipe de Marianne et Claude Schopp
  - Liste Goncourt : le choix polonais : L'Art de perdre d'Alice Zeniter
  - Liste Goncourt : le choix de la Belgique : L'Art de perdre d'Alice Zeniter
  - Liste Goncourt : le choix de l'Espagne : L'Art de perdre d'Alice Zeniter
  - Liste Goncourt : le choix de la Suisse : L'Art de perdre d'Alice Zeniter
  - Liste Goncourt : le choix de l'Orient : Bakhita de Véronique Olmi
  - Liste Goncourt : le choix de la Roumanie : Un certain M. Piekielny de François-Henri Désérable
- Prix Interallié : La Nostalgie de l'honneur de Jean-René Van der Plaetsen
- Prix du Livre Inter : Règne animal de Jean-Baptiste Del Amo
- Prix Médicis : Tiens ferme ta couronne de Yannick Haenel
  - Prix Médicis étranger : Les Huit Montagnes de Paolo Cognetti
  - Prix Médicis essai : Celui qui vient vers elle ne revient pas de Shulem Deen
- Prix Orange du Livre : Avant que les ombres s'effacent de Louis-Philippe Dalembert
- Prix Renaudot : La Disparition de Josef Mengele d'Olivier Guez
  - Prix Renaudot essai : De l'ardeur de Justine Augier
  - Prix Renaudot du livre de poche : Les méduses ont-elles sommeil ? de Louisiane C. Dor
  - Prix Renaudot des lycéens : Nos richesses de Kaouther Adimi
- Grand prix du roman de l'Académie française : Mécaniques du chaos de Daniel Rondeau
- Prix de l'Académie française Maurice-Genevoix (fondé en 2004) : Nicolas Mariot pour Histoire d'un sacrifice. Robert, Alice et la guerre
- Prix François-Mauriac de l'Académie française :
- Prix Première Plume : Et soudain la liberté, d'Evelyne Pisier et Coraline Laurent[9]
- Prix du premier roman français : Ma reine de Jean-Baptiste Andrea
- Prix du premier roman étranger : Les Bijoux bleus de Katharina Winkler
- Prix Alexandre-Vialatte : 14 juillet  d'Éric Vuillard
- Prix Maurice-Genevoix :
- Prix François-Mauriac de la région Aquitaine :
- Grand prix de la francophonie :
- Prix Décembre : Le Dossier M de Grégoire Bouillier
- Prix des Deux Magots : L'Autre Joseph de Kéthévane Davrichewy
- Prix de Flore : L'Invention des corps de Pierre Ducrozet et Paname Underground de Johann Zarca
- Prix Fénéon : Les États et Empires du lotissement Grand Siècle de Fanny Taillandier
- Prix France Culture-Télérama (Prix du roman des étudiants France Culture-Télérama) : Point cardinal de Léonor de Récondo
- Prix Anaïs-Nin : Mise en pièces de Nina Leger
- Prix de la BnF : Paul Veyne
- Prix Boccace : Sylvie Dubin pour Vent de boulet (éditions Paul & Mike)
- Prix Hugues-Capet :
- Prix Jean-Freustié : L'Amant noir d'Étienne de Montety
- Grand prix Jean-Giono : La Nostalgie de l'honneur de Jean-René Van der Plaetsen
- Prix Émile-Guimet de littérature asiatique :  Delhi Capitale de Rana Dasgupta
- Prix Jean-Monnet de littérature européenne du département de la Charente :  La Société du mystère de Dominique Fernandez (Grasset)
- Prix Joseph-Kessel : Le Djihad contre le rêve d’Alexandre de Jean-Pierre Perrin

- Prix du Quai des Orfèvres : Mortels Trafics de Pierre Pouchairet
- Prix Landerneau des lecteurs : L'art de perdre d'Alice Zeniter
- Prix des libraires : Trois saisons d'orage de Cécile Coulon
- Prix du roman Fnac : Bakhita de Véronique Olmi
- Prix littéraire du Monde : L'Art de perdre d'Alice Zeniter
- Prix du roman populiste : Pina de Titaua Peu
- Prix Wepler : Les Fils conducteurs de Guillaume Poix
- Mention spéciale du Prix Wepler : La Fin de Mame Baby de Gaël Octavia
- Grand prix RTL-Lire : Article 353 du Code pénal de Tanguy Viel
- Grand prix des lectrices de Elle : 
  - Grand Prix du roman : Chanson douce de Leïla Slimani
  - Grand Prix du polar : Surtensions d'Olivier Norek
  - Grand Prix du document : Journal d'un vampire en pyjama de Mathias Malzieu
- Grand Prix Roman de l'été Femme Actuelle :
  - Roman de l'été :
  - Polar de l'été :
  - Prix du Jury :
- Grand prix de l'Imaginaire :
  - Grand prix de l'Imaginaire « Roman francophone » :
  - Grand prix de l'Imaginaire « Roman étranger» :
  - Grand prix de l'Imaginaire « Nouvelle francophone » :
  - Grand prix de l'Imaginaire « Nouvelle étrangère » :
  - Grand prix de l'Imaginaire « Roman jeunesse francophone » :
  - Grand prix de l'Imaginaire « Roman jeunesse étranger » :
- Grand Prix de Poésie de la SGDL :
- Prix Rosny aîné « Roman » :
- Prix Rosny aîné « Nouvelle » :
- Prix Russophonie : Fanchon Deligne pour sa traduction de Le Couloir Blanc : souvenirs autobiographiques : de la naissance à l'exil de Vladislav Khodassevitch (Éditions Interférences)
- Prix Octave-Mirbeau :
- Grand prix de la ville d'Angoulême : Cosey
- Fauve d'or : prix du meilleur album : Paysage après la bataille de Philippe de Pierpont et Éric Lambé
- Prix littéraire des Grandes Écoles :
- Prix Marguerite-Yourcenar : Annie Ernaux pour l'ensemble de son œuvre
- Prix Heredia : Flora Aurima-Devatine pour Au vent de la piroguière. Tifaifai
- Prix Stanislas du premier roman : Sébastien Spitzer pour Ces rêves qu'on piétine

## Italie
- Prix Strega : Paolo Cognetti, Le otto montagne (Einaudi)
  - Prix Strega européen : Jenny Erpenbeck (Allemagne) pour Voci del verbo andare (Sellerio)
- Prix Bagutta : Vivian Lamarque, Madre d'inverno (Mondadori)
- Prix Bancarella : Matteo Strukul, I Medici. Una dinastia al potere (Newton Compton)
- Prix Brancati :
  - Fiction : Mauro Covacich, 'La città interiore (ed. La Nave di Teseo)
  - Essai : Pietro Bartolo et Lidia Tilotta, Lacrime di sale (Mondadori)
  - Poésie : Maria Attanasio, Blu della Cancellazione (ed. La Vita Felice)
- Prix Campiello : Donatella Di Pietrantonio pour L'arminuta
  - Prix Campiello de la première œuvre : Francesca Manfredi pour Un buon posto dove stare
  - Prix de la Fondation Campiello : Rosetta Loy pour Gli anni fra cane e lupo
  - Campiello Giovani : Andrea Zancanaro, Ognuno ha il suo mostro
- Prix Malaparte : Han Kang
- Prix Napoli : 
  - Fiction : Donatella Di Pietrantonio pour L'arminuta (Einaudi)
  - Poésie : Davide Rondoni (it) pour La natura del bastardo (Mondadori)
  - Essai : Giuseppe Montesano pour Lettori selvaggi (Giunti)
- Prix Raymond-Chandler : Margaret Atwood
- Prix Scerbanenco : Luca D'Andrea pour Lissy (Einaudi)
- Prix Stresa : Domenico Dara (it) – Appunti di meccanica celeste – Nutrimenti
- Prix Viareggio : 
  - Roman : Gianfranco Calligarich, La malinconia dei Crusich (Bompiani)
  - Essai : Giuseppe Montesano Lettori selvaggi (Giunti)
  - Poésie : Stefano Carrai, La traversata del Gobi (Aragno)

## Japon
- Prix Akutagawa :
  - janvier : Shinsuke Numata
  - juillet : Yuka Ishii, Chisako Wakatake

## Monaco
- Prix Prince-Pierre-de-Monaco : Michel Tremblay

## Pologne
- Prix littéraire de la fondation Kościelski : Urszula Zajączkowska (pl)
- Prix Nike : Żeby nie było śladów de Cezary Łazarewicz (pl)

## Royaume-Uni
- Prix Booker : George Saunders pour Lincoln in the Bardo (Lincoln au Bardo)
- Prix James Tait Black :
  - Fiction : Eley Williams pour Attrib. and Other Stories
  - Biographie : Craig Brown pour Ma'am Darling: 99 Glimpses of Princess Margaret
  - Théâtre : Tanika Gupta pour Lions and Tigers
- Baileys Women's Prize for Fiction : Naomi Alderman pour The Power (Le Pouvoir)

## Russie
- Prix Bolchaïa Kniga : Lev Danilkin pour Lenin. Pantokrator solnechnyh pylinok (Ленин. Пантократор солнечных пилинок)

## Suisse
- Prix Alpha : Elisa Shua Dusapin pour Hiver à Sokcho
- Prix Jan-Michalski de littérature : Thierry Wolton[10] (France) pour les trois tomes de son essai Une histoire mondiale du communisme (Grasset)
- Prix Michel-Dentan : Claude Tabarini pour Rue des Gares et autres lieux rêvés
- Prix du roman des Romands : Claudio Ceni pour Violence
- Prix suisse de littérature : Pascale Kramer
- Prix Ahmadou-Kourouma : Max Lobe pour Confidences (éditions Zoé)